# Herb Jedlicza
Herb Jedlicza – jeden z symboli miasta Jedlicze i gminy Jedlicze w postaci herbu.

## Wygląd i symbolika
Herb przedstawia w polu złotym koronę jodły o ośmiu widocznych gałęziach, po trzy na boki i dwie na wprost, zieloną, pod którą, w miejscu pnia, rogacina podwójnie przekrzyżowana i rozdarta czarna.
Korona jodły jest godłem mówiącym odnoszącym się do nazwy miasta. Godło herbowe u podstawy upamiętnia rodzinę Karnickich – właścicieli miasta w momencie pierwszego nadania praw miejskich, prawdopodobnie do ich utraty w XIX wieku. Barwy pola i korony wywiedziono z poprzedniego herbu. Barwy godła Karnickich odmieniono ze srebrnej na czarną aby nie złamać zasady alternacji. Dodatkowo barwa czarna przywodzi na myśl pień jodły oraz ropę naftową, której wydobycie nadal jest ważną gałęzią miejscowej gospodarki

## Historia
Jedlicze zostało lokowane w roku 1768, ale nie zachowały się żadne wzmianki o herbie z tego okresu. Miejscowość nie była zaliczana w poczet miast już w XIX wieku.
Prawa miejskie Jedlicze odzyskało w roku 1967, ale dopiero w 1985 opracowano i przyjęto herb. Przedstawiał on w polu błękitnym stylizowaną jodłę o sześciu gałęziach, z prawej zielonych, z lewej czarnych. Herb ten następnie wielokrotnie przetwarzano. Zmieniono barwy – pola na złote, zaś gałęzi na jasnozielone z prawej i ciemnozielone z lewej. Istniały wersje herbu w tarczy francuskiej oraz z napisem GMINA JEDLICZE w głowicy. Wersja taka (ale w tarczy hiszpańskiej) została przytoczona w Leksykonie miast polskich z 1998, oraz wysłana do zaopiniowania w Komisji Heraldycznej.
Opinia Komisji z 6 marca 2000 była negatywna. Błędy polegały między innymi na użyciu różnych odcieni zieleni, użyciu napisu. Komisja zasugerowała poddanie wizerunku jodły odpowiedniej stylizacji i przyjęcie herbu mówiącego. W odpowiedzi na negatywną opinię umieszczono jedynie godło w tarczy hiszpańskiej i usunięto napis. W roku 2012 podjęto zatem prace nad nowym projektem herbu. Od samego początku uwzględniano w projektach rodzinę Karnickich herbu Kościesza odmienna, która posiadała Jedlicze w momencie uzyskania pierwszych praw miejskich prawdopodobnie aż do utraty tych praw w XIX wieku. Spory na linii projektanci-władze miasta-Komisja Heraldyczna dotyczyły drugiego elementu herbu. Początkowe plany zakładały nawiązanie do pierwotnego patrona kościoła parafialnego w Jedliczu, Św. Łukasza. Jednakże władze miasta konsekwentnie odrzucały zalecenia Komisji Heraldycznej aby nawiązać do patrona poprzez użycie jego atrybutu – skrzydlatego wołu, proponując zamiast tego pełną postać świętego. Ostatecznie osiągnięto kompromis poddając stylizacji heraldycznej dotychczasowy herb i dodając element w postaci godła herbowego Karnickich. Taką wersję herbu przyjęto Uchwałą Nr LXXIV/484/2014 rady miejskiej w Jedliczu z 14 sierpnia 2014 r.
Projekt herbu opracowali Kamil Wójcikowski i Robert Fidura w porozumieniu z władzami Jedlicza oraz przy wskazówkach Komisji Heraldycznej.

Pierwszy herb Jedlicza z 1985, według Plewako i Wanaga
Herb Jedlicza używany do roku 2014
Herb baronowski rodziny Karnickich z 1782, herb rodowy w polu sercowym